# Kamichi
Kamichi, nascut  Adolphe Bagabo, és un artista ruandès d'estil afrobeat i R&B. Es distingeix pel seu registre vocal ronc i únic.
De nen, Bagabo cantava en cors locals. L'edició de 2009 del single Zoubeda li va donar popularitat nacional i li va proporcionar un Premi Salax el 2010 en la categoria de "Millor Cançó de l'Any". El mateix any també va guanyar un premi Salax en la categoria de "Millor Artista Afrobeat". Va publicar el seu segon àlbum, Ubumuntu, el 2012. Ha col·laborat amb molts artistes ruandesos.
L'agost de 2013, Bagabo està completant estudis de Periodisme i Comunicacions a la Universitat Catòlica de Kabgayi. També treballa com a periodista per Veu d'Amèrica a Ruanda.